# Adriano Cecioni
Adriano Cecioni (né le 26 juillet 1836 à Florence, Toscane – mort dans la même ville le 23 mai 1886) est un peintre et un sculpteur italien du groupe des Macchiaioli.

## Biographie

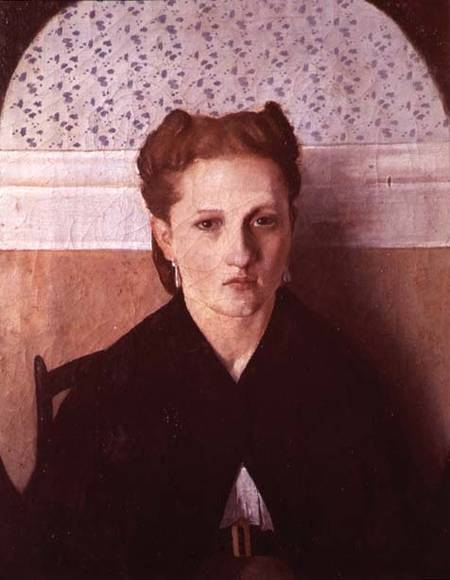
Portrait de la femme de l'artiste

Pendant un séjour à Portici, de 1863 à 1867, Adriano Cecioni fonde l'école de Resìna avec Marco De Gregorio, Giuseppe De Nittis et Federico Rossano. Le but du groupe est de compléter les instances des Macchiaioli avec le naturalisme de l'école napolitaine.
Retourné à Florence en 1867, il se lie définitivement aux Macchiaioli, en devenant leur théoricien et leur premier historien. Giorgio Kienerk fut élève et son dernier assistant.

## Œuvres
- L'enfant au coq, terre cuite
- Portrait de la femme de l'artiste
- Le Jeu interrompu
- Intérieur avec une figure
- La zia Erminia de la collection Salmi au Musée d’Art Médiéval et Moderne d’Arezzo
- Vue de Naples depuis une terrasse avec deux amoureux, huile sur toile, 50 × 79 cm, non signée mais attribuée par l'Institut Macchiaioli  de Rome (professeur Dario Durbé).
- Caffè Michelangelo, huile sur toile (1861)